# Abbaye Saint-André-de-Sorède
Pour les articles homonymes, voir église Saint-André.
L'abbaye Saint-André-de-Sorède est une ancienne abbaye bénédictine romane située à Saint-André, dans le département français des Pyrénées-Orientales et la région Occitanie. Elle est classée monument historique.

## Histoire
Le monastère bénédictin de Saint-André fut fondé au Haut Moyen Âge. Fuyant l'Espagne, l'abbé Miro et ses moines vinrent s'installer sur les terres que Louis le Pieux leur octroya en 823. Par la suite, le village de Saint-André se forma autour de l'abbaye.
Bâtie sur un vieux sol gallo-romain aux environs de l'an 900, ruinée par les invasions successives, l'abbatiale a été reconstruite et consacrée le 11 novembre 1121, la douzième année de règne du roi de France Louis VI, sous le pontificat du pape Calixte II et alors que Gausfred III est comte de Roussillon. 
À la demande de Philippe II, roi d'Espagne, le pape Clément VIII a rattaché l'abbaye Saint-André de Sorède à l'abbaye Sainte-Marie d'Arles-sur-Tech. Les bulles d'union sont datées du 13 août 1592. Depuis cette date, l'abbaye de Sorède n'a plus de religieux et il y en a huit dans l'abbaye d'Arles.

## Architecture

### La façade
C'est en façade ouest que l'on observe le mieux les trois périodes chronologiques de l'église : en partie inférieure, un appareil en arête-de-poisson constitué de galets de rivière bruts (Xe), au dessus, un petit appareil constitué des mêmes matériaux mais grossièrement épannelés (XIe), puis pierre taillée en partie supérieure (XIIe). Les deux premières périodes sont sans doute assez proches. La troisième correspond au voûtement de la nef.
L'élément le plus remarquable de son décor est le linteau du portail ouest à peu près contemporain de celui de Saint-Génis-des-Fontaines et issu vraisemblablement du même atelier. Un Christ en gloire dans sa mandorle est encadré par deux anges puis deux séraphins et enfin quatre saints identifiés souvent à des apôtres.

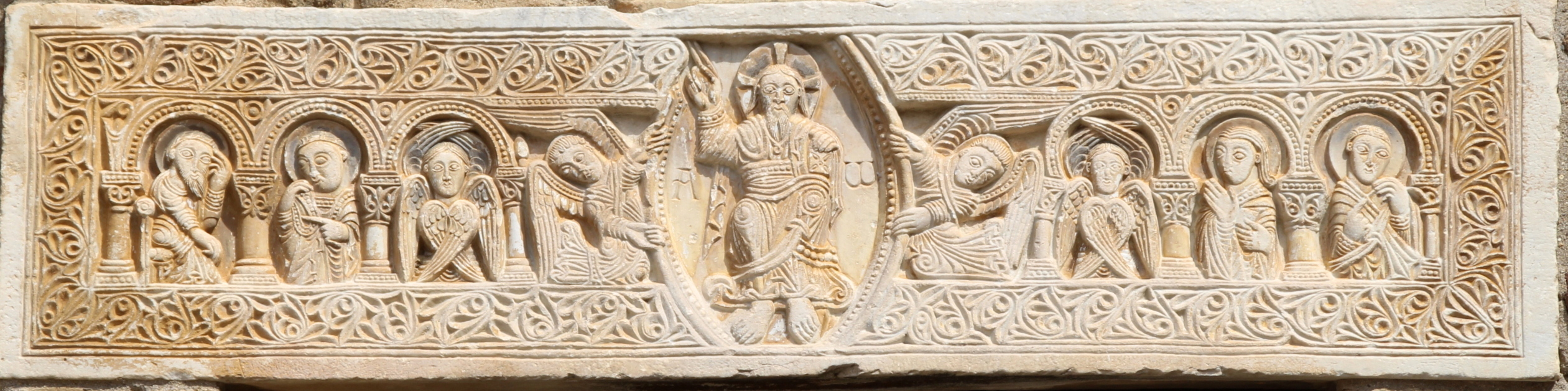
Linteau du portail ouest.

#### Ouvrages et articles
Par ordre chronologique de parution : 
- Georges Gaillard, « Saint-André-de-Sorède », dans Congrès archéologique de France. 112e session. Le Roussillon. 1954, Société française d'archéologie, Paris, 1955, p. 208-215
- Marcel Durliat, Roussillon roman, éditions Zodiaque (collection la nuit des temps no 7), 1986 (4e édition).  (ISBN 2-7369-0027-8), p. 35-36, 117-120, 263, planches 39 à 43 et planches couleurs p. 115 et 116.
- (ca) « Sant Andreu de Sureda », dans Catalunya romànica, t. XIV : El Rossellò, Barcelone, Fundació Enciclopèdia Catalana, 1993 (lire en ligne)
- Sous la direction de Jean-Marie Pérouse de Montclos, Le guide du patrimoine Languedoc Roussillon, Hachette, Paris, 1996,  (ISBN 978-2-01-242333-6), p. 482-483
- Géraldine Mallet, Églises romanes oubliées du Roussillon, Montpellier, Les Presses du Languedoc, 2003, 334 p. (ISBN 978-2-8599-8244-7).
- Fabricio Cardenas, « L'église Saint-André-de-Sorède vers 1884 », sur vieuxpapierspo.blogspot.fr des Pyrénées-Orientales, 23 octobre 2015 (consulté le 27 septembre 2016).

#### Fiches du Ministère de la culture
- « Église Saint-André-de-Sorède », notice no PA00104111, sur la plateforme ouverte du patrimoine, base Mérimée, ministère français de la Culture
- « Table d'autel », notice no PM66000801, sur la plateforme ouverte du patrimoine, base Palissy, ministère français de la Culture
- « Autel dédiée à Mercure », notice no PM66000799, sur la plateforme ouverte du patrimoine, base Palissy, ministère français de la Culture
- « Bénitier », notice no PM66000802, sur la plateforme ouverte du patrimoine, base Palissy, ministère français de la Culture
- « Christ en croix entre la Vierge et saint Jean (le) », notice no PM66000804, sur la plateforme ouverte du patrimoine, base Palissy, ministère français de la Culture
- « Christ en croix et la Vierge (le) », notice no PM66000803, sur la plateforme ouverte du patrimoine, base Palissy, ministère français de la Culture
- « Sculpture », notice no PM66000805, sur la plateforme ouverte du patrimoine, base Palissy, ministère français de la Culture
- « Stèle (cippe) portant le nom de l'Empereur Gordien », notice no PM66000800, sur la plateforme ouverte du patrimoine, base Palissy, ministère français de la Culture